# Jean-Pierre Pellegrin

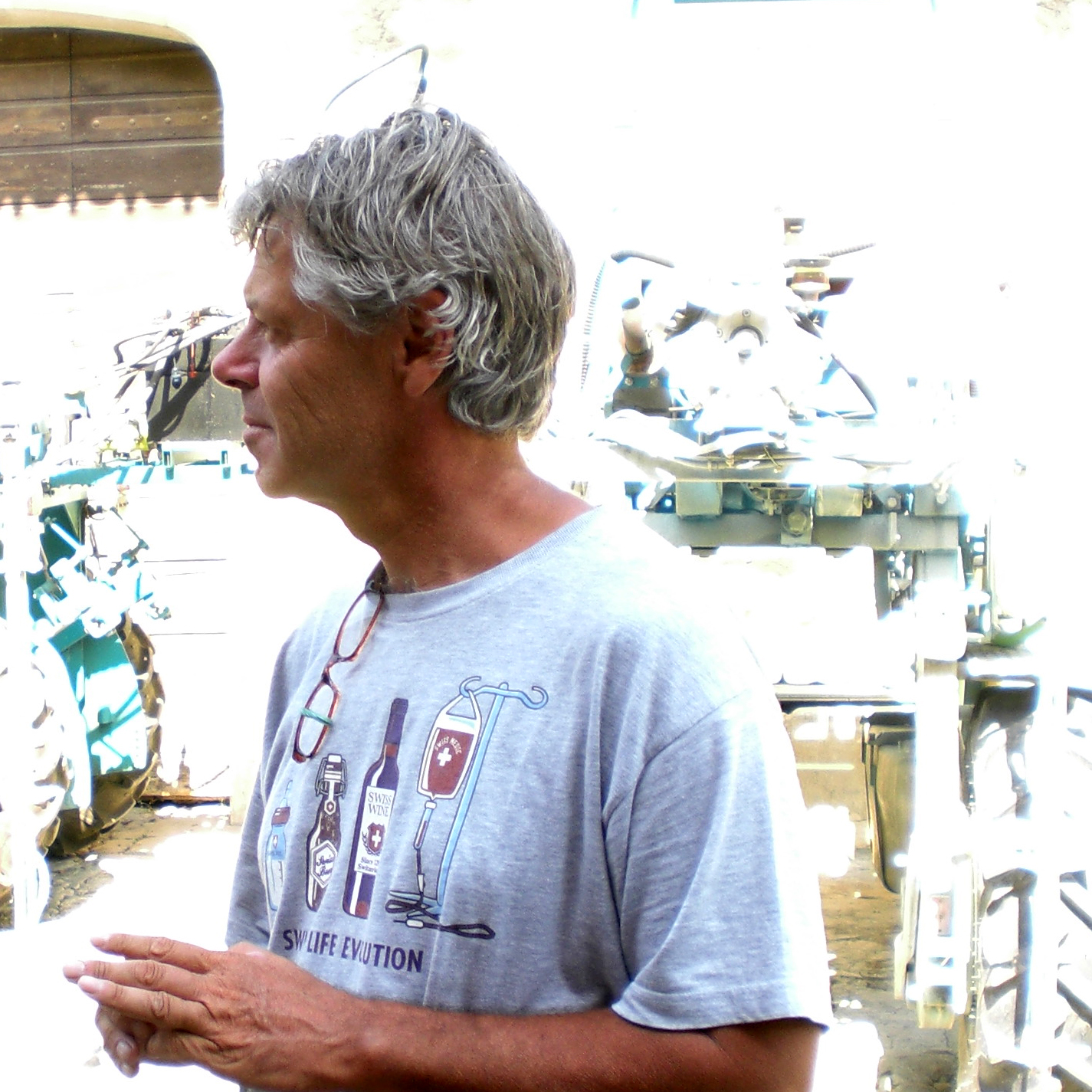
Pellegrin in der Domaine Grand’Cour

Jean-Pierre Pellegrin (* 1961) ist Schweizer Winzer des Weingutes Domaine Grand’Cour in der kleinen Genfer Gemeinde Peissy. Laut Gault Millau gehört er zu den besten Winzern in der Schweiz.

## Leben und Wirken
Jean-Pierre Pellegrin studierte zunächst Archäologie und stieg erst mit 28 Jahren in das Familienweingut ein. Sein Bestreben, die ursprünglichen Sorten Gamay und Viognier nicht mehr bei der Genossenschaft abzuliefern, sondern seinen Wein selbst zuzubereiten, setzte er nach fünf Jahren der Umstellung in die Tat um. Er renovierte den 700 Jahre alten Hof und Keller und bestückte ihn mit Barrique und einigen Amphoren (Gäreiern). Es folgten Jahre des Experimentieren mit neuen Rebsorten, Rebflächenerweiterungen und individueller Kellertechnik. Zu den 15 ha Eigenbesitz hat er im Laufe der Jahre weitere 15 ha dazupachten können, auf denen er etwa 25 verschiedenen Rebsorten anbaut. Die Jahresproduktion beläuft sich auf etwa 50'000 Flaschen.
Während er mit seinem Grossvater nicht mehr über seine Vision der Weinbereitung und die verschiedenen Terroirs seines Besitzes reden konnte, sei sein Vater ein wichtiger Ratgeber für ihn.
Zu seinen wichtigsten Erzeugnissen gehören die weisse Assemblage Grand’Cour blanc und die aus Pinot Noir erzeugten roten Cuvées P und Grand’Cour. Letzterer wurde vom britischen Weinmagazin Decanter prämiert. Ausserdem kultiviert Pellegrin auch Rebsorten wie Kerner, Auxerrois und Gamaret. Jean-Pierre Pellegrin hat sowohl den Ruf des „Weinhandwerkers“ (vigneron artisan) als auch des „Uhrmacher[s] unter den Schweizer Winzern“ (l’horloger parmi les viticulteurs suisses).